# Technisches Nationalmuseum in Prag

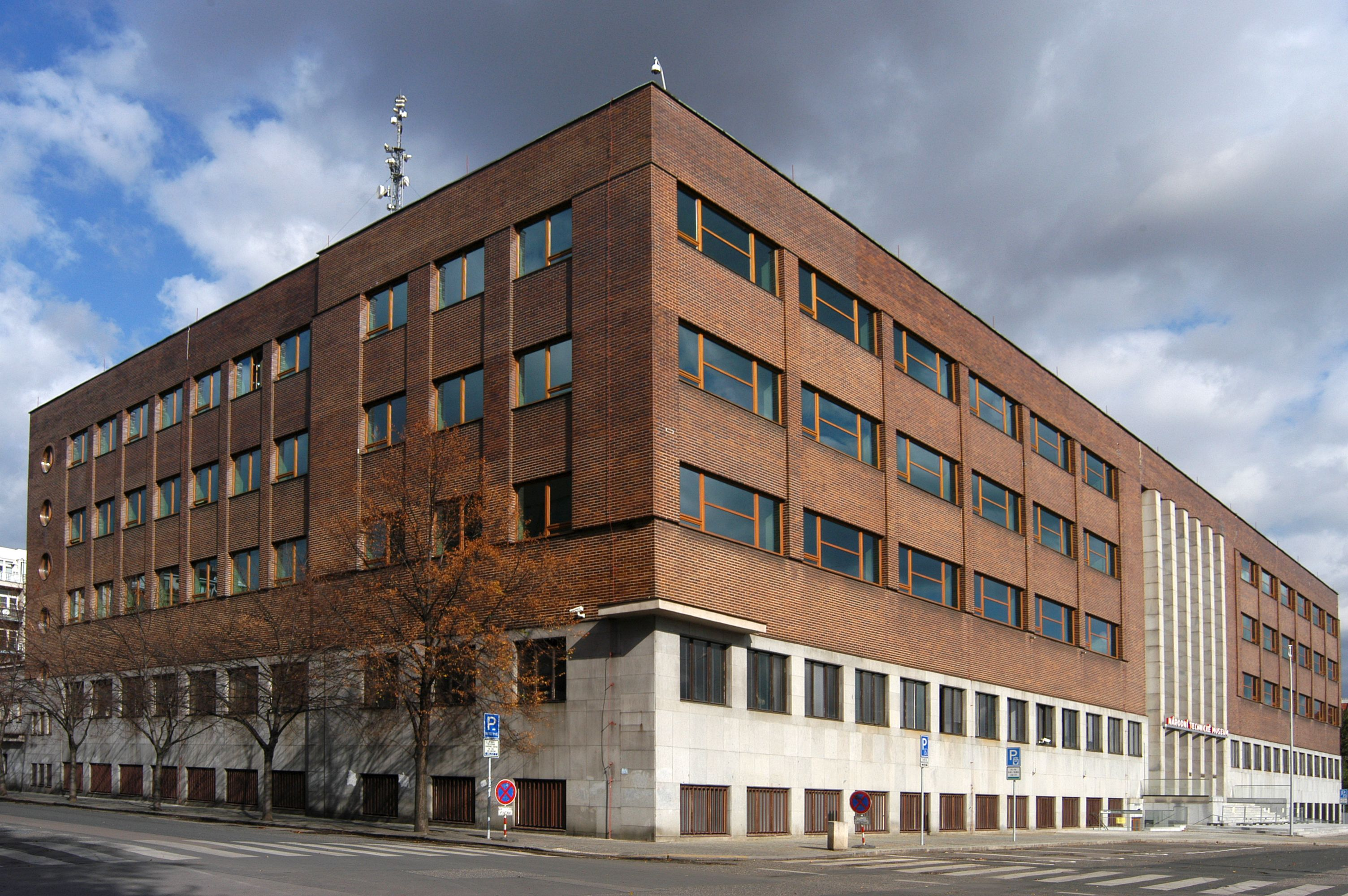
Das Ausstellungsgebäude in Prag (2015)

Das Technische Nationalmuseum in Prag (tschechisch Národní technické muzeum v Praze, NTM) ist die größte Einrichtung in der Tschechischen Republik, die sich mit der Bewahrung von Informationen und Artefakten im technischen und technologischen Bereich befasst. Sein aktueller Standort liegt seit 1941 unweit des Letná-Parks.

## Geschichte
Das Museum in der tschechischen Hauptstadt Prag wurde bereits im Jahr 1908 und damit vor dem Technischen Museum Wien in der damaligen Reichshauptstadt gegründet. Am 28. September 1910 wurde die erste Ausstellung im Palais Schwarzenberg feierlich eröffnet.
Die Ausschreibung eines Museumskomplexes für das Technische und Landwirtschaftliche Museum auf dem Letná wurde 1935 von Milan Babuška gewonnen. Der Bauausführung begann 1937 und währte bis in die Protektoratszeit im Jahr 1940. Das Gebäude des Technischen Museums wurde nach seiner Fertigstellung sofort beschlagnahmt und als Postzentrale verwendet. Das Landwirtschaftsmuseum kam in die Nutzung der Wehrmacht. Die Technische Sammlung wurde 1941 vom Palais Schwarzenberg in das barocke Kriegsinvalidenheim in Karlín überführt. Eine Teileröffnung der Ausstellung im Gebäude auf der Letná erfolgte 1948. Mit Regierungsbeschluss wurde die Einrichtung 1951 verstaatlicht und in den Rang eines Nationalmuseums erhoben. Bis 1953 wurde die neue Dauerausstellung entwickelt.
In den Jahren 2009 und 2010 war das Museum wegen Umbauarbeiten geschlossen. Die Wiedereröffnung erfolgte im März 2011.

## Sammlungen
Das Museum zeigt eine umfangreiche Sammlung, allerdings handelt es sich bei den Schauexponaten nur um 15 % der Gesamtbestände. Das NTM besitzt außerdem Archive, darunter etwa 3.500 Regalmeter an Archivmaterialien sowie etwa 250.000 Bücher.
Die zwei Renaissance-Sextanten von Jost Bürgi und Erasmus Habermehl und die um 1791 hergestellte astronomische Uhr des Engelbert Seige gehören zu den Nationalen Kulturdenkmalen Tschechiens.

## Eisenbahnmuseum

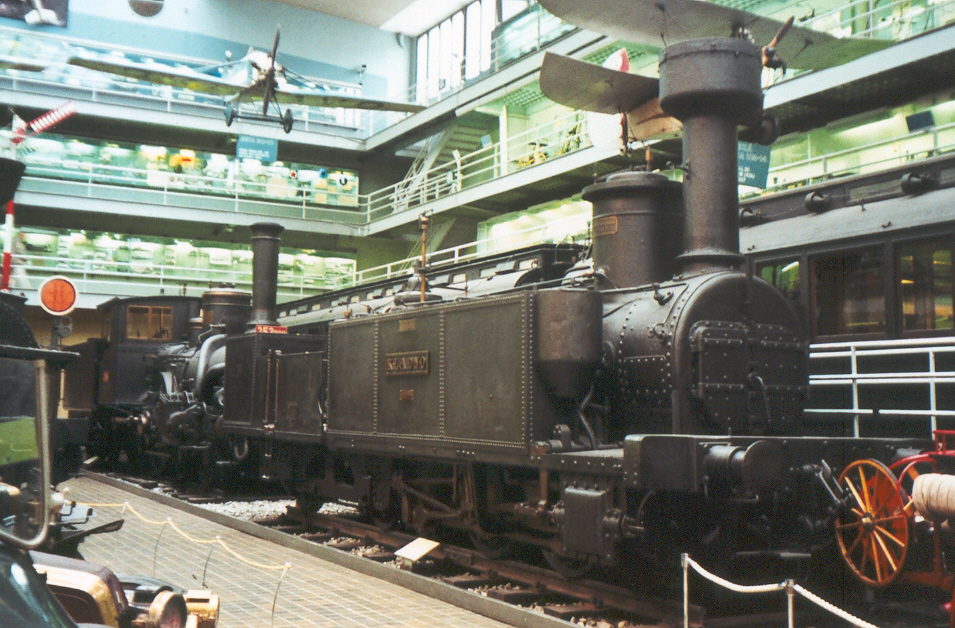
Lokomotive KLADNO (2006)

Seit 2001 werden einige Exponate der NTM-Eisenbahnsammlung im Eisenbahnmuseum Lužná u Rakovníka gezeigt. Zwei besonders wertvolle Exponate der Eisenbahnsammlung sind:
- Dampflokomotive KLADNO der Buschtěhrader Eisenbahn, gebaut von der Maschinenfabrik der Staatseisenbahngesellschaft mit Fabriknummer 295 im Jahr 1855. Es handelt sich dabei um eine von nur drei weltweit erhaltenen Dampfloks der Engerth-Type. Diese Type entstand infolge des Semmeringwettbewerbes von 1851, um eine geeignete Lokomotive für die erste Gebirgsbahn der Welt zu erhalten
- Dampftriebwagen von Komarek (kkStB 1.0). Dieser letzte erhaltene Dampftriebwagen der k.k. österreichische Staatsbahnen wurde im Jahr 2005 betriebsfähig aufgearbeitet und befindet sich im Eisenbahnmuseum Lužná u Rakovníka

### Neubau eines Eisenbahnmuseums

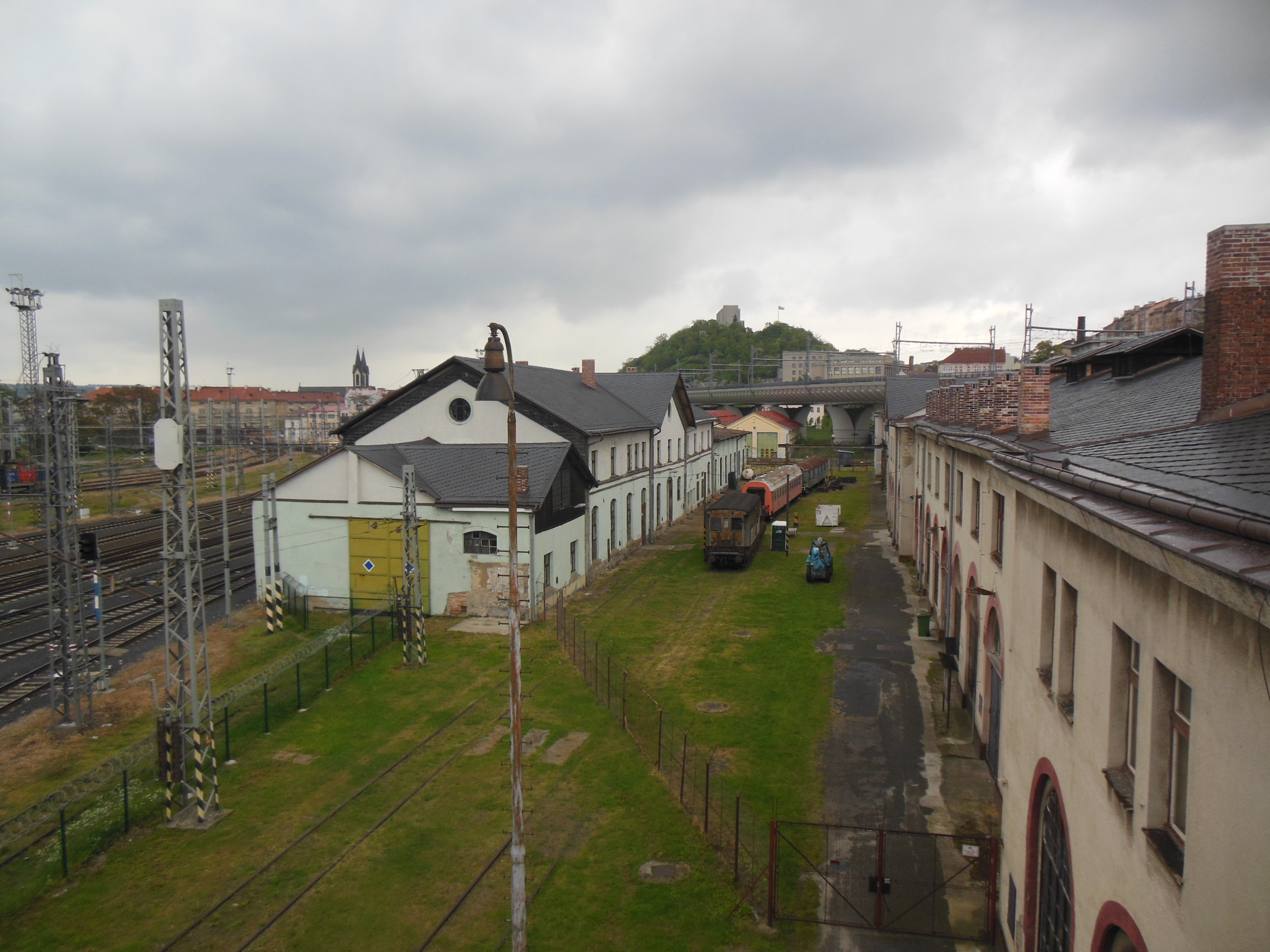
Standort des zukünftigen Museums am Bahnhof Praha Masarykovo nádraží

Zur musealen Präsentation der Eisenbahnfahrzeuge ist der Neubau eines Museums am Bahnhof Praha Masarykovo nádraží geplant, das auch die elektrotechnischen Sammlungen beherbergen soll. Zum Bestand des Museums gehören über 150 Eisenbahnfahrzeuge, weitere 70 sind zukünftig zur Übernahme in den Museumsbestand vorgesehen. Ein Großteil ist seit 2007 in einem Museumsdepot im Bahnhof Chomutov hinterstellt.
Die Planungen für den Neubau am Standort der früheren Lokomotivwerkstätten werden schon seit dem Jahr 2001 vorangetrieben, ohne dass es bislang zu einem Baubeginn kam. Die historischen Werkstattgebäude der Nördlichen Staatsbahn von 1845 sollen dabei in den Neubau einer Ausstellungshalle für 40 Eisenbahnfahrzeuge integriert werden. Die Eröffnung des Museums ist für 2026 vorgesehen.